# Камптозавр
Камптозавр (Camptosaurus) — рід травоїдних птахотазових динозаврів, що жили наприкінці юрського періоду на території західної частини сучасної Північної Америки. Його назву можна буквально перекласти як «гнучкий ящір» (грец. καμπτος/камптос — «вигнутий», грец. σαυρος/завр — «ящір»).
Рід був описаний у 1879 році.

## Будова
Завдовжки камптозавр досягав 8 метрів, заввишки — близько 2 метрів, вага — приблизно 700–800 кілограмів[джерело?]. У 2010 році Грегорі Пол вказав менші значення: завдовжки — 5 метрів, вага — близько 500 кг

## Особливості життя
Найімовірніше камптозавр мав бочкоподібне тіло, оскільки йому був потрібний великий шлунок, щоб перетравлювати величезний об'єм листя, пагонів і гілок. Особини пересувалися, як вважають, на двох лапах, хоча будова пальців на передніх дозволяє припустити, що вони могли переміщатися і на всіх чотирьох. На основі вивчення інших ігуанодонтових припускають, що камптозаври могли досягати швидкості 25 км/год. Також вважають, що своє масивне тіло в рівновазі вони підтримували за допомогою важкого хвоста. Голова була подовженою, в роті було кілька рядів зубів. Яких-небудь природних засобів захисту від хижаків, на зразок броні або рогів, не мали.